# 금성산 (경북)

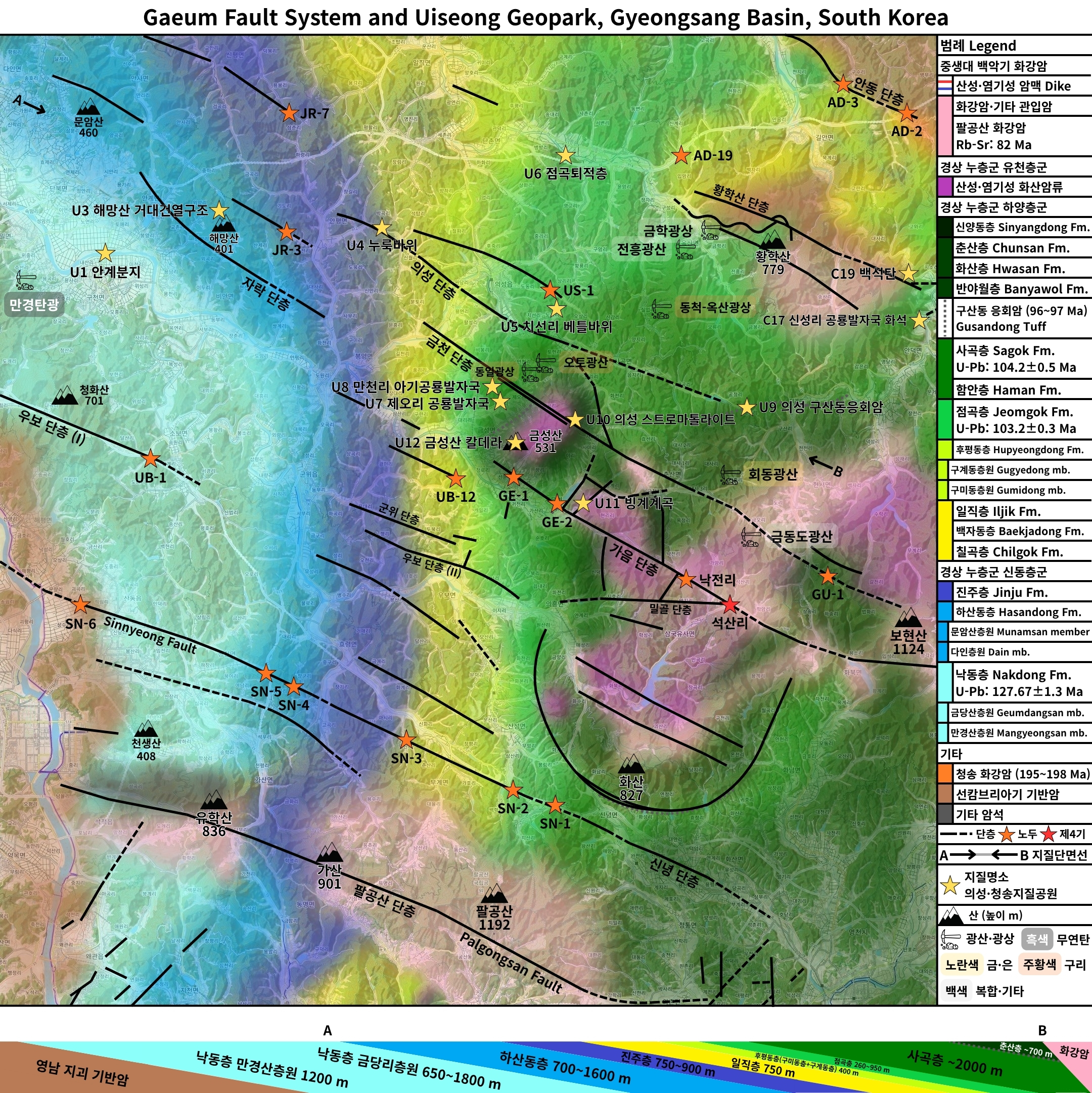
의성군의 지질과 금성산 칼데라

금성산(金城山)은 대한민국 경상북도 의성군에 있는 해발 531 m의 산이다. 사화산으로, 화구는 없으며, 성층화산이다. 다만, 옆의 비봉산과 이어지는, 거대한 칼데라가 있다. 백악기 때 분화한 기록이 있는, 대한민국 최초의 화산이다. 때문에 정상에 1,000여평의 평지가 남아 있으며, 화산답게 모양이 독특해 눈에 띈다. 이 산에 가려면 중앙선을 이용하여 탑리역에서 하차하면 된다. 주변에는 경상 누층군 상에 놓인 의성 제오리 공룡발자국화석 산지가 있으며, 지금도 이 화산의 화산재로 이루어진 땅에서 의성마늘을 재배하는 것으로 유명하다.

## 지질
지금으로부터 약 7천만년 전에, 의성에서는 금성산을 중심으로 화산 활동이 활발하게 일어났다. 그 당시에는 한반도가 지금보다 판의 경계에 더 가까운 곳에 위치해 있어 경상 분지 전역에서 화산 활동이 활발했다. 그 후 화산 밑에 용암이 있던 곳이 빈 공간이 되어 서서히 밑으로 가라앉았고, 가운데 지역이 움푹 들어간 함몰 지형이 되었다. 그 후 오랜 세월 동안 침식 작용이 일어나 함몰 지역을 제외한 지역이 깎여 나갔고, 함몰 지역으로 내리앉은 화산의 가운데 부분은 암석이 가운데로 집중된 탓에 상대적으로 침식에 강해, 주변보다 높은 지형이 되었고 이것이 오늘날 금성산과 비봉산이 된 것이다. 금성산이 칼데라 지형이라는 유력한 증거는 금성산 쪽으로 기울어져 있는 경상 누층군 하양층군의 지층들인데, 실제로 의성군의 다른 지역의 경상 누층군 지층들(대개 동쪽으로 약간 기울어 있다)과는 달리 금성산 주변의 춘산층과 사곡층은 금성산-비봉산 지역에 원형으로 있는 유천 화산암층군 분포지를 향해 최대 70도가 넘는 각도로 기울어 있다.
- 염기성 화산암층(Kbv; Kyeongsang supergroup yucheon group basic volcanic rock)은 금성산 칼데라 바깥쪽에 반지 모양으로 분포하며 하양층군 신양동층과 춘산층 위에 침식 및 경사 부정합의 관계로 놓여 있는 현무암질암층이다. 염기성인 현무암은 대개 많은 기공을 가지고 있다. 금성산 서측과 남측에서는 현무암층이 두께 10 m의 일정한 두께와 암질을 유지하며 발달한다. 그러나 금성면 수정리에서는 200 m의 두께를 가지며 기공 현무암과 행인상(杏仁狀) 현무암 외에 수 m에 달하는 현무암질 사암층이 렌즈 모양으로 분포한다. 이들은 회색 또는 자색을 띠며 이들이 협재된 현무암도 자색을 띤다. 현무암의 자색은 분출시의 산화 작용에 기인한 것이다.[2]
- 산성 화산암층(Kav; Kyeongsang supergroup yucheon group acid volcanic rock)은 금성산 칼데라 안쪽에 장축 2 km 정도인 타원형으로 분포하며 염기성 화산암층의 침식면 위에 부정합적으로 놓여 있다. 기저에는 두께 30 내지 250 m의 회백색 내지 담청회색 유문암질 라필리 응회암 및 응회각력암이 놓인다. 이들은 현저한 유상(流狀) 구조를 보이며 화산회류(火山灰流)로 인정된다. 간혹 현무암괴(塊)를 함유하며 유문암괴(塊)를 무수히 포함하고 있다. 응회암층 상위에는 두께 수십 m의 흑요석(黑曜石)질 유문암 및 흑요석과 유문암의 라필리와 각력을 함유하는 응회암이 놓인다. 더 위쪽의 산성 응회암은 다소 잡색(雜色)을 띠며 녹색 응회암의 화산력이 많이 들어 있다.[3]

## 조문국박물관
인근의 2013년 개관한 의성 조문국박물관에 가면 향토역사 전문가이며 천여점의 조문국 유물을 기증한 박찬씨를 소개하고 있는데 그와 일부 향토사학자들은 일본의 고사기, 일본서기 등의 역사책에 나오는 고대 일본 천황가의 고향인 고천원(다카마가하라)이 조문국이며, 금성산은 다카지호노미네[高千穂峯]이며, 일본 천황가의 시조가 고대 국가였던 조문국의 왕족이라는 주장을 하고 있다. 근거로는 일제강점기 초반에 많은 일본 관련 분야 연구자들이 이에 대해 여러 해에 걸쳐 조사한 조선총독부 문서가 남아있고, 당시 학교 교장으로 있던 일본인이 발간하던 향토 잡지를 통해 이를 인정하고 중요시했던 사실이 있다고 한다. 그러나 현재 일본당국이나 학계가 이에 대해 어떤 입장을 취하고 있지 않으므로 더이상의 확인이 어렵다고 한다. 고천원이 경상남도 고령이라는 주장이 더욱 우세해 보인다.

## 같이 보기
- 의성지질공원
- 대한민국의 화산